# Wiedemannia bistigma
Wiedemannia bistigma är en tvåvingeart som först beskrevs av Curtis 1834.  Wiedemannia bistigma ingår i släktet Wiedemannia och familjen dansflugor. Arten är reproducerande i Sverige. Inga underarter finns listade i Catalogue of Life.